# Sportlövészet a 2012. évi nyári olimpiai játékokon
A 2012. évi nyári olimpiai játékokon a sportlövészetben összesen 15 versenyszámot rendeztek. A sportlövészet versenyszámait július 28. és augusztus 6. között tartották.
Magyarországot három versenyző képviselte. Sidi Péter férfi légpuskában, Bognár Richárd dupla trapban, Csonka Zsófia női sportpisztolyban indult.

## Éremtáblázat
(A rendező ország csapata eltérő háttérszínnel, az egyes számoszlopok legmagasabb értéke vagy értékei vastagítással kiemelve.)
| A 2012. évi nyári olimpiai játékok éremtáblázata sportlövészetben | A 2012. évi nyári olimpiai játékok éremtáblázata sportlövészetben | A 2012. évi nyári olimpiai játékok éremtáblázata sportlövészetben | A 2012. évi nyári olimpiai játékok éremtáblázata sportlövészetben | A 2012. évi nyári olimpiai játékok éremtáblázata sportlövészetben | Olimpia  |
| ----------------------------------------------------------------- | ----------------------------------------------------------------- | ----------------------------------------------------------------- | ----------------------------------------------------------------- | ----------------------------------------------------------------- | -------- |
|                                                                   | Ország                                                            | Arany                                                             | Ezüst                                                             | Bronz                                                             | Összesen |
| 1.                                                                | Dél-Korea (KOR)                                                   | 3                                                                 | 2                                                                 | 0                                                                 | 5        |
| 2.                                                                | Egyesült Államok (USA)                                            | 3                                                                 | 0                                                                 | 1                                                                 | 4        |
| 3.                                                                | Olaszország (ITA)                                                 | 2                                                                 | 3                                                                 | 0                                                                 | 5        |
| 4.                                                                | Kína (CHN)                                                        | 2                                                                 | 2                                                                 | 3                                                                 | 7        |
| 5.                                                                | Fehéroroszország (BLR)                                            | 1                                                                 | 0                                                                 | 0                                                                 | 1        |
| 5.                                                                | Horvátország (CRO)                                                | 1                                                                 | 0                                                                 | 0                                                                 | 1        |
| 5.                                                                | Kuba (CUB)                                                        | 1                                                                 | 0                                                                 | 0                                                                 | 1        |
| 5.                                                                | Nagy-Britannia (GBR)                                              | 1                                                                 | 0                                                                 | 0                                                                 | 1        |
| 5.                                                                | Románia (ROU)                                                     | 1                                                                 | 0                                                                 | 0                                                                 | 1        |
|                                                                   |                                                                   |                                                                   |                                                                   |                                                                   |          |
| 10.                                                               | Franciaország (FRA)                                               | 0                                                                 | 1                                                                 | 1                                                                 | 2        |
| 10.                                                               | India (IND)                                                       | 0                                                                 | 1                                                                 | 1                                                                 | 2        |
| 10.                                                               | Szerbia (SRB)                                                     | 0                                                                 | 1                                                                 | 1                                                                 | 2        |
| 10.                                                               | Szlovákia (SVK)                                                   | 0                                                                 | 1                                                                 | 1                                                                 | 2        |
| 14.                                                               | Belgium (BEL)                                                     | 0                                                                 | 1                                                                 | 0                                                                 | 1        |
| 14.                                                               | Dánia (DEN)                                                       | 0                                                                 | 1                                                                 | 0                                                                 | 1        |
| 14.                                                               | Lengyelország (POL)                                               | 0                                                                 | 1                                                                 | 0                                                                 | 1        |
| 14.                                                               | Svédország (SWE)                                                  | 0                                                                 | 1                                                                 | 0                                                                 | 1        |
|                                                                   |                                                                   |                                                                   |                                                                   |                                                                   |          |
| 18.                                                               | Ukrajna (UKR)                                                     | 0                                                                 | 0                                                                 | 2                                                                 | 2        |
| 19.                                                               | Csehország (CZE)                                                  | 0                                                                 | 0                                                                 | 1                                                                 | 1        |
| 19.                                                               | Katar (QAT)                                                       | 0                                                                 | 0                                                                 | 1                                                                 | 1        |
| 19.                                                               | Kuvait (KUW)                                                      | 0                                                                 | 0                                                                 | 1                                                                 | 1        |
| 19.                                                               | Oroszország (RUS)                                                 | 0                                                                 | 0                                                                 | 1                                                                 | 1        |
| 19.                                                               | Szlovénia (SLO)                                                   | 0                                                                 | 0                                                                 | 1                                                                 | 1        |
|                                                                   |                                                                   |                                                                   |                                                                   |                                                                   |          |
| Összesen                                                          | Összesen                                                          | 15                                                                | 15                                                                | 15                                                                | 45       |

## Érmesek

### Férfi
| A 2012. évi nyári olimpiai játékok érmesei férfi sportlövészetben |                                              |           |                                                    |        |                                         |        |
| Versenyszám                                                       | Arany                                        | Arany     | Ezüst                                              | Ezüst  | Bronz                                   | Bronz  |
| Légpisztoly (10 m)                                                | Csin Dzsongo (Jin Jeong-o) · Dél-Korea (KOR) | 688,2     | Luca Tesconi · Olaszország (ITA)                   | 685,8  | Andrija Zlatić · Szerbia (SRB)          | 685,2  |
| Légpuska (10 m)                                                   | Alin George Moldoveanu · Románia (ROU)       | 702,1     | Niccolò Campriani · Olaszország (ITA)              | 701,5  | Gagan Narang · India (IND)              | 701,1  |
| Gyorstüzelő pisztoly (25 m)                                       | Leuris Pupo · Kuba (CUB)                     | 34 =WR    | Vidzsaj Kumár · India (IND)                        | 30     | Ting Feng (Ding Feng) · Kína (CHN)      | 27     |
| Szabadpisztoly (50 m)                                             | Csin Dzsongo (Jin Jeong-o) · Dél-Korea (KOR) | 662,0     | Cshö Jongne (Choi Yeong-rae) · Dél-Korea (KOR)     | 661,5  | Vang Cse-vej (Wang Zhiwei) · Kína (CHN) | 658,6  |
| Sportpuska, fekvő (50 m)                                          | Szjarhej Martinav · Fehéroroszország (BLR)   | 705,5 WR  | Lionel Cox · Belgium (BEL)                         | 701,2  | Rajmond Debevec · Szlovénia (SLO)       | 701,0  |
| Sportpuska, összetett (50 m)                                      | Niccolò Campriani · Olaszország (ITA)        | 1278,5 OR | Kim Dzsonghjon (Kim Jeong-hyeon) · Dél-Korea (KOR) | 1272,5 | Matthew Emmons · Egyesült Államok (USA) | 1271,3 |
| Skeet                                                             | Vincent Hancock · Egyesült Államok (USA)     | 148       | Anders Golding · Dánia (DEN)                       | 146    | Nászer el-Attija · Katar (QAT)          | 144    |
| Trap                                                              | Giovanni Cernogoraz · Horvátország (CRO)     | 146       | Massimo Fabbrizi · Olaszország (ITA)               | 146    | Fehajd ed-Díháni · Kuvait (KUW)         | 145    |
| Dupla Trap                                                        | Peter Wilson · Nagy-Britannia (GBR)          | 188       | Håkan Dahlby · Svédország (SWE)                    | 186    | Vaszilij Moszin · Oroszország (RUS)     | 185    |

### Női
| A 2012. évi nyári olimpiai játékok érmesei női sportlövészetben |                                              |          |                                         |       |                                     |       |
| Versenyszám                                                     | Arany                                        | Arany    | Ezüst                                   | Ezüst | Bronz                               | Bronz |
| Légpisztoly (10 m)                                              | Kuo ven-csün (Guo Wenjun) · Kína (CHN)       | 488,1    | Céline Goberville · Franciaország (FRA) | 486,6 | Olena Kosztevics · Ukrajna (UKR)    | 486,6 |
| Légpuska (10 m)                                                 | Ji Sze-ling (Yi Siling) · Kína (CHN)         | 502,9    | Sylwia Bogacka · Lengyelország (POL)    | 502,2 | Jü Tan (Yu Dan) · Kína (CHN)        | 501,5 |
| Sportpisztoly (25 m)                                            | Kim Dzsangmi (Kim Jang-mi) · Dél-Korea (KOR) | 792,4    | Csen Jing (Chen Ying) · Kína (CHN)      | 791,4 | Olena Kosztevics · Ukrajna (UKR)    | 788,6 |
| Sportpuska, összetett (50 m)                                    | Jamie Lynn Gray · Egyesült Államok (USA)     | 691,9 OR | Ivana Maksimović · Szerbia (SRB)        | 687,5 | Adéla Sýkorová · Csehország (CZE)   | 683,0 |
| Skeet                                                           | Kimberly Rhode · Egyesült Államok (USA)      | 99 WR    | Vej Ning (Wei Ning) · Kína (CHN)        | 91    | Danka Barteková · Szlovákia (SVK)   | 90    |
| Trap                                                            | Jessica Rossi · Olaszország (ITA)            | 99 WR    | Zuzana Štefečeková · Szlovákia (SVK)    | 93    | Delphine Reau · Franciaország (FRA) | 93    |